# 1991 - 2001 Ten Years Tattooed on My Heart
1991-2001 Ten Years Tattooed on My Heart è il primo album raccolta del gruppo musicale street punk italiano dei Los Fastidios, pubblicato dalla KOB Records nel 2001 in occasione dei 10 anni di attività della band.
Nell'album sono presenti tutti i brani più noti del gruppo, con l'aggiunta di alcune bonus track.

## Tracce
1. Birra Oi! e divertimento – 2:41
2. Ragazzi della strada – 3:15
3. Stop alla vivisezione – 2:21
4. Non sei cambiato – 2:13
5. La nostra città – 3:00
6. Oi! Giò – 2:44
7. No politica – 2:34
8. Radio Boots – 3:01
9. No Leaders – 2:29
10. Un giorno capirai – 2:26
11. Fetter Skinhead – 3:52
12. You'll Never Walk Alone – 3:43
13. La vera forza – 2:46
14. Spazi di libertà – 2:34